# Villa D'Ayala (Valva)
Villa D'Ayala, anche nota come Villa D'Ayala-Valva o Castello di Valva, è un edificio storico situato nel comune di Valva, in provincia di Salerno. Situata nel centro storico del paese, l'area della villa è dotata di un grande parco verde.

## Storia
Costruita sul finire del XVIII secolo, la villa conta una torre difensiva normanna dell'XI secolo, costruita per volere del barone Gozzolino di Valva, ed integrata nella residenza. La struttura venne edificata per volere del marchese Giuseppe Maria Valva, cavaliere dell'Ordine di Malta, che morì nel 1831 senza lasciare eredi, e passando la proprietà al marchese di origini spagnole Francesco Saverio d'Ayala. Ciò diede origine al casato dei D'Ayala-Valva.

## Descrizione
Il palazzo nobiliare si presenta con un doppio corpo di fabbrica, di cui quello più ampio con un porticato, e l'altro contiguo alla torre normanna. Il grande giardino, che si estende per circa 17-18 ettari, presenta un labirinto di siepi, un'estesa area verde con viali alberati di svariate specie; ed è ornata da statue con raffigurazioni classiche (tra cui il complesso di statue detto "Emiciclo della Bellezza"), una grotta, un teatro (Teatrino di Verzura), ed un tempietto neoclassico.